# 오프 더 레코드 - 효리
《오프 더 레코드 - 효리 (OFF THE REC. - HYOLEE)》는 엠넷에서 방영된 대한민국 여자 가수 이효리의 방송 뒷 모습과 세 번째 솔로 앨범 《It's Hyorish》의 준비 과정을 보여주는 리얼리티 프로그램이다. 가수 이효리 이기 전에 대한민국의 한 국민인 인간 '이효리'의 삶을 엿봄으로써 이효리 본인이나 대중 간의 벽을 허무는 방송이다.

## 개요
《오프 더 레코드 - 효리》의 방송 취지는 올해 서른살, 데뷔 10년차를 맞는 이 시대의 대표적인 섹시 아이콘 이자 패셔니스타인 톱스타 이효리의 10년 동안의 'OFF THE RECORD'였던 이효리의 사생활을 공개하는 것이다. 집과 차에 설치된 CCTV 폐쇄회로 카메라, 그녀가 움직이는 모든 곳을 비추고 있는 카메라, 카메라를 통해 엿보는 그녀의 본 모습을 살펴 보는 것이 프로그램의 취지이다. 방송 시간은 시작광고, 중간광고를 제외하고 약 25분 내외이다.

## 수시 출연자
이효리의 주변 인물에 관해서는 《오프 더 레코드 - 효리》의 3화 ‘천하무적 이효리’에서 자세히 설명된다.
| 이름   | 직업               | 관계 |
| ------ | ------------------ | --- |
| 정보윤 | 스타일리스트       | - 핑클 데뷔때부터 10년간 함께한 이효리의 스타일 리스트 - 런던프라이드의 대표이다. |
| 김도현 | 작곡가             | - 첫 번째 솔로 앨범 《STYLISH...E hyOlee》의 ‘10 MINUTES’를 작곡한 작곡가. - 이후부터 이효리의 음반 제작에 함께해 온 작곡가 (싱글 제외) - 프로그램에서 역시 세 번째 솔로 앨범 《It's Hyorish》의 프로듀서를 담당한다. |
| 안지혜 | 연기자             | - 이효리가 대학교 1학년때부터 사귄 친구 - 이효리가 이사 전까지 같은 아파트에서 산 이웃사촌 |
| 이근섭 | 매니저             | - 두 번째 솔로앨범 《Dark Angel》때부터 함께 한 이효리의 매니저 - 이효리의 현직 매니저 중 가장 오랜 기간 함께 해 왔다(2년 6개월). - 이효리는 ‘섭아’라고 주로 부른다.                                                  |
| 황현하 | 매니저             | - 2008년부터 새로 들어온 이효리의 새로운 매니저 - 이효리는 강타를 반 만 닮았다고 하여‘반타’라고 부른다. |
| 홍성희 | 메이크 업 아티스트 | - 이효리의 메이크 업을 담당한다. |

## 방송목록
| 회 | 방영 일자       | 제목                         | 내용                                                       | 연예인 출연  |
| -- | --------------- | ---------------------------- | ---------------------------------------------------------- | ------------ |
| 1  | 2008년 2월 25일 | OFF THE RECORD               | - 오프 더 레코드 - 효리 시작 각오 - 설날 풍경              |              |
| 2  | 2008년 3월 3일  | 피할 수 없는 시선            | - 비염으로 고생하는 이효리 - 집 대청소                     |              |
| 3  | 2008년 3월 8일  | 천하무적 이효리              | - 주변 사람들 이야기 - 김유란 코디 환송회                  |              |
| 4  | 2008년 3월 15일 | 슈퍼 스타의 짧은 휴가 24시간 | - 블랙빈테라피 촬영으로 떠난 태국 여행에서의 휴가          | 한경         |
| 5  | 2008년 3월 22일 | 풍요 속의 빈곤               | - 광고 촬영 - 이진과의 만남 - 화이트 데이 이야기           | 이진         |
| 6  | 2008년 3월 29일 | 뭘해도 '이효리'              | - 손정완 패션쇼 의상 고르기 - 마트 장보기 - 교통사고       |              |
| 7  | 2008년 4월 5일  | 진실의 왜곡 Ⅰ                | - 교통사고 - 프로야구 개막식 관람 - 억울한 시구 사건       |              |
| 8  | 2008년 4월 12일 | 진실의 왜곡 Ⅱ                | - 신문사 인터뷰 - 교통 사고 이후 X-Ray 검사                |              |
| 9  | 2008년 4월 19일 | 세상 모르고 살았노라         | - 이사 준비 - 이사 전 마지막 파티                          | 옥주현       |
| 10 | 2008년 4월 26일 | 移徙                         | - 이사 - 동물 병원에서 미미, 순이 검사                     |              |
| 11 | 2008년 5월 3일  | 이발소 집 딸                 | - 옛날 살던 동네 - 前 회사 매니저 생일 파티                |              |
| 12 | 2008년 5월 10일 | On My Own                    | - 음반 녹음 - 엄정화와 만남 - 오프 더 레코드 - 효리 마무리 | 에릭, 엄정화 |